# 안성선
안성선(安城線)은 대한민국 충청남도 천안시의 천안역과 경기도 이천시의 장호원역을 연결하던 노선이다. 현재는 완전히 폐지, 철거되었다.

## 노선 정보
- 노선 거리 : 28.4 km
- 운영 기관 : 대한민국 철도청(전 구간)
- 궤간 : 1435mm(표준궤)
- 통행 방식 : -
- 역 수 : 7
- 복선 구간 : 없음
- 전철화 구간 : 없음
- 보안 장치 : 없음

## 역 목록
- 영어 표기는 1989년 당시 기준.
- 안성역과 장호원역 구간의 거리는 1937년 당시의 기준임.[1]

| 역명     | 영어 역명    | 한자 역명 | 역간거리 (km) | 영업거리 (km) | 접속 노선      | 소재지   | 소재지 | 현재 소재지 | 현재 소재지 |
| -------- | ------------ | --------- | ------------- | ------------- | -------------- | -------- | ------ | ----------- | ----------- |
| 천안     | Ch'ŏnan      | 天安      | 0.0           | 0.0           | 경부선, 장항선 | 충청남도 | 천안시 | 충청남도    | 천안시      |
| 신부     | Shinbu       | 新富      | 2.4           | 2.4           |                | 충청남도 | 천원군 | 충청남도    | 천안시      |
| 석교     | Sŏkkyo       | 石橋      | 4.6           | 7.0           |                | 충청남도 | 천원군 | 충청남도    | 천안시      |
| 성거     | Sŏnggŏ       | 聖居      | 2.7           | 9.7           |                | 충청남도 | 천원군 | 충청남도    | 천안시      |
| 입장     | Ipchang      | 笠場      | 4.4           | 14.1          |                | 충청남도 | 천원군 | 충청남도    | 천안시      |
| 고지     | Koji         | 古池      | 5.6           | 19.7          |                | 경기도   | 안성군 | 경기도      | 안성시      |
| 미양     | Miyang       | 薇陽      | 3.2           | 22.9          |                | 경기도   | 안성군 | 경기도      | 안성시      |
| 안성     | Ansŏng       | 安城      | 5.5           | 28.4          |                | 경기도   | 안성군 | 경기도      | 안성시      |
| 안성읍내 | Ansŏngupnae  | 安城邑內  | 1.2           | 29.6          |                | 경기도   | 안성군 | 경기도      | 안성시      |
| 마전     | Majŏn        | 麻田      | 6.8           | 36.4          |                | 경기도   | 안성군 | 경기도      | 안성시      |
| 삼죽     | Samjuk       | 三竹      | 5.3           | 41.7          |                | 경기도   | 안성군 | 경기도      | 안성시      |
| 용월     | Yongwŏl      | 龍月      | 2.9           | 44.6          |                | 경기도   | 안성군 | 경기도      | 안성시      |
| 죽산     | Chuksan      | 竹山      | 2.4           | 47.0          |                | 경기도   | 안성군 | 경기도      | 안성시      |
| 죽산읍내 | Chuksanupnae | 竹山邑内  | 1.0           | 48.0          |                | 경기도   | 안성군 | 경기도      | 안성시      |
| 매산     | Maesan       | 梅山      | 3.2           | 51.2          |                | 경기도   | 안성군 | 경기도      | 안성시      |
| 주천     | Chuchŏn      | 注川      | 4.7           | 55.9          |                | 경기도   | 안성군 | 경기도      | 안성시      |
| 행죽     | Haengjuk     | 行竹      | 3.9           | 59.8          |                | 경기도   | 이천군 | 경기도      | 이천시      |
| 대서     | Taesŏ        | 大西      | 3.5           | 63.3          |                | 경기도   | 이천군 | 경기도      | 이천시      |
| 장호원   | Changhowŏn   | 長湖院    | 6.5           | 69.8          |                | 경기도   | 이천군 | 경기도      | 이천시      |

## 역사

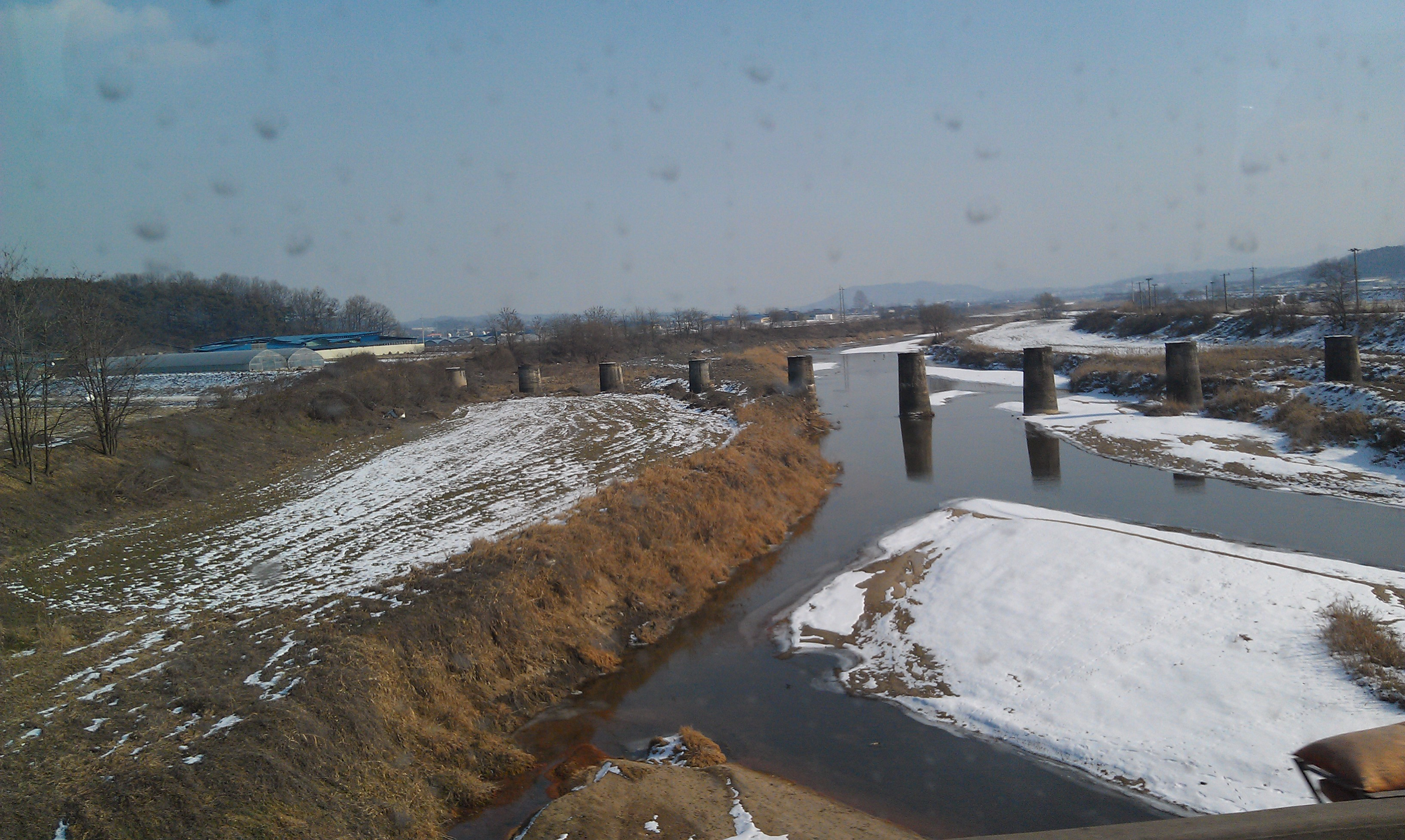
구 경기선 청미천 철교 교각
(안성시 일죽면 소재)

### 개요
안성선은 일제 강점기 당시 조선경남철도주식회사(朝鮮京南鐵道株式會社)의 사설 철도로 계획되어 장항선(당시 명칭은 충남선)과 함께 1919년 9월 30일에 천안에서 안성까지의 구간에 대한 부설 허가를 취득하여 착공하고, 이후 1924년에 안성에서 여주까지의 구간에 대해서 부설 허가를 취득하였으며, 1925년에 안성까지의 28.4 km 공사를 일단락 지었다. 이후 안성에서 죽산에 이르는 18.5 km 구간을 1927년 4월 16일에, 이어 장호원까지의 23.3 km 구간을 동년 9월 15일에 개통하였다.
그러나, 여주까지의 노선 연장 계획은 이루어지지 못한 채로 1944년 4월 태평양 전쟁의 여파로 인한 선로공출 명령에 의하여 안성 ~ 장호원에 이르는 41.8 km 구간의 레일이 철거 및 전쟁 물자로 동원되면서 해당 구간은 폐선되었다. 해당 구간은 복구되지 못한 채로 해방을 맞이하여, 1946년 5월 10일부로 국유철도 구간에 편입되었다.
해방 이후 잔존 구간은 점차 영업 성과가 악화되었다. 성과 향상을 위하여 노선을 연장시키는 계획이 등장하였는데, 1965년 철도건설 7개년계획에는 안성역에서 동화역을 잇는 93km 철도 노선이 포함되었으며, 이후의 2차 경제개발 5개년 계획에는 안성역에서 원주역까지 이어지는 81.0km의 경기북부선(京畿北部線)이 구상되어 있는데, 이들은 결국 건설이 취소되었다.
1973년 석유 파동여파로 일시적으로 영업중단되는 등 상황은 점점 나빠져, 1977년의 시각표에 따르면 하루 2왕복의 열차편이 전부였다. 결국 1985년 4월 1일에 이르러서는 여객영업이 중지되었으며, 입장 ~ 안성간의 구간은 사용이 중지되었다. 그 후 1989년 1월 1일에는 남은 천안~입장간이 폐지되고, 전 구간의 선로가 철거되어 폐선이 되었다. 현재 천안시 동남구 안서동 천호지(天湖池)를 끼고 있는 주차장 자리가 옛 안성선 철도자리이며, 이것은 도로의 노반 및 선형이나, 시설물의 흔적에서 찾아 볼 수 있다.

### 연혁
- 1919년 9월 30일: 조선경남철도주식회사 천안~안성 간 28.4 km 부설 허가 취득, 초기 명칭은 경기선
- 1925년 11월 1일: 천안~안성 간 개통, 신부역은 미개통
- 1927년 4월 16일: 안성~죽산 간 18.5 km 개통, 당시 개통된 역은 안성읍내역, 마전역, 삼죽역, 용월역, 죽산역
- 1927년 9월 15일: 죽산~장호원 간 18.5 km 개통, 당시 개통된 역은 죽산읍내역, 매산역, 주천역, 행죽역, 대서역, 장호원역
- 1944년 11월 1일: 불요불급선 지정 및 선로공출 명령으로 안성~장호원 간 41.8 km 구간 폐지, 안성읍내역, 마전역, 삼죽역, 용월역, 죽산역, 죽산읍내역, 매산역, 주천역, 행죽역, 대서역, 장호원역의 11개역 폐지
- 1946년 5월 10일: 국유철도에 편입
- 1955년 9월 1일: 노선명을 안성선으로 개칭[5]
- 1957년 7월 1일: 고지역 재개업[6]
- 1966년 4월 25일: 성거역 개업[7]
- 1978년 10월 29일: 신부임시승강장 개업
- 1985년 4월 1일: 전 선 여객영업 중지.[8]
- 1989년 1월 1일: 선로 철거로 폐선, 신부역, 석교역, 성거역, 입장역, 고지역, 미양역, 안성역의 7개역 폐지

## 미래
경기도 평택시와 이천시를 잇는 평택-부발 구간 철도가 국토해양부의 제4차 국가철도망 구축계획에 포함되어 2024년 기준 예비타당성 조사 마무리 단계이며, 안성선과는 무관하지만 서해바다에서 동해바다까지 연결될 전망이다. 예상 개통시기는 2030년으로 되어있다.
2024년 10월 7일 철도경제신문에 의하면 안성선 복원을 한다고 기사 내용이 실렸다.

## 같이 보기
- 장항선